# Untersuchung an Mädeln
Untersuchung an Mädeln ist ein österreichischer Spielfilm aus dem Jahr 1999. Er entstand auf der Grundlage des gleichnamigen Romans von Albert Drach aus dem Jahr 1971.

## Handlung
Die beiden jungen Autostopperinnen Esmeralda und Stella werden während einer regennassen Nacht in einem Waldstück von dem Fahrer des Wagens, Trummer, der die beiden mitgenommen hat, vergewaltigt. Danach verschwindet der Fahrer des Wagens spurlos. Obwohl keine Leiche aufgefunden werden kann und andere schwerwiegende Verdachtsmomente auftauchen – Spielschulden und eine hohe Lebensversicherung –, wird ein Mordprozess in die Wege geleitet. Esmeralda und Stella geraten sofort unter Mordverdacht und werden in Untersuchungshaft genommen. Angeblich hätten sie Trummer mit einem Wagenheber erschlagen. In der Folge konzentriert sich die Filmhandlung auf die sich daraus ergebenden gerichtlichen Vorerhebungen zum angestrengten Mordprozess. Staatsanwalt Baldur Meixner, der sich krankhaft obsessiv in den Untersuchungen verliert, ist davon überzeugt, dass Frauen keinen „perfekten Mord“ begehen könnten. Sein Gegenspieler, der ehemalige Seemann Harald Poppinger, ist jedoch von der Unschuld der „Mädeln“ überzeugt. Am Ende werden die beiden jedoch in einem reinen Indizienprozess verurteilt. Stella sagt in ihrem Schlusswort vor Gericht: „Den Männern gehört die Welt, Frauen sind einfach nur so dabei.“
Rückblenden beleuchten das bisherige Leben der beiden Verdächtigen und werfen ein Schlaglicht darauf, welche moralische Standards in katholisch geprägten Kleinstädten und Dörfern vor allem in Bezug auf weibliche Sexualität herrschen.

## Rezeption
Seine besondere Atmosphäre erlangt der Film durch die an vielen Stellen eingesetzte, aber dennoch sparsame Musik („Stellas Lied“) von Werner Pirchner einerseits, andererseits aber auch durch die mittels Off-Stimme (Harry Rowohlt) darübergelegten Originalpassagen aus dem Roman Albert Drachs. Der Roman ist durchgängig in der beschreibenden Sprache der Polizei- und Gerichtsprotokolle geschrieben.
Der Film erreichte in Österreich 8.800 Kinobesuche.
Untersuchung an Mädeln wurde auf dem Filmfestival Diagonale 99 in Graz uraufgeführt. Für Elke Winkens war es nach Auftritten im Bereich des Fernsehkabaretts (Die kranken Schwestern) der erste Ausflug ins sogenannte Charakterfach. Aus heutiger Sicht bemerkenswert sind die kleineren Nebenrollen von Simon Schwarz und Nicholas Ofczarek, die beide noch am Anfang ihrer Karrieren standen.

## Verfügbarkeit
Untersuchung an Mädeln wurde 2001 im Rahmen der ORF-Sendereihe kunst-stücke ausgestrahlt. Im Gegensatz zu anderen österreichischen Filmen der letzten Jahre wurde dieser Streifen bislang noch nicht auf DVD veröffentlicht.

## Auszeichnungen
- 1999: Internationales Filmfestival Mannheim-Heidelberg – Publikumspreis
- 2000: Filmfestival Max Ophüls Preis – Nominierung Max Ophüls Preis